# Leptopus emicans
Leptopus emicans är en emblikaväxtart som först beskrevs av Stephen Troyte Dunn, och fick sitt nu gällande namn av Antonina Ivanovna Pojarkova. Leptopus emicans ingår i släktet andrakner, och familjen emblikaväxter. Inga underarter finns listade i Catalogue of Life.